# Port lotniczy Badajoz
Port lotniczy Badajoz (hiszp. Aeropuerto de Badajoz, kod IATA: BJZ, kod ICAO: LEBZ) – lotnisko znajdujące się 14 km od centrum miasta Badajoz i 45 km od Méridy. Pełni funkcję zarówno lotniska cywilnego jak i wojskowego dla potrzeb Hiszpańskich Sił Powietrznych. W grudniu 2008 r. lotnisko uzyskało międzynarodowy certyfikat, umożliwiający świadczenie usług jako lotniska cywilnego. 31 lipca 2009 roku oddana do użytku została nowa hala przylotów i rozbudowany został parking, zaś 2 lutego 2010 oddana do użytku została nowo wybudowana hala odlotów i punkty gastronomiczne. Obecnie jedynym sposobem dotarcia do lotniska Badajoz jest własny samochód lub taxi, nie kursują tu autobusy.

## Infrastruktura
- Pas startowy o długości 2850 metrów
- 2 terminale pasażerskie (hala przylotów i odlotów) o powierzchni 30 000 m² i 5000 m²
- 1245 bezpłatnych miejsc parkingowych

## Kierunki lotów i linie lotnicze
| Linia Lotnicza | Kierunek                                                              |
| -------------- | --------------------------------------------------------------------- |
| Iberia         | 1. Barcelona 2. Madryt Sezonowo: 1. Gran Canaria 2. Palma de Mallorca |